# Johannes Wilhelmus van Romunde

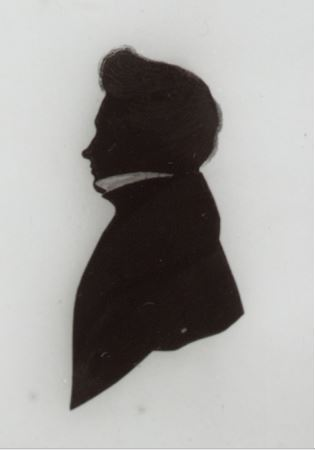
Silhouet van Johannes Wilhelmus van Romunde (1834)

Johannes Wilhelmus van Romunde (Kampen, 15 juli 1812 – Den Haag, 4 maart 1860) was een katholieke rechter, die in het kabinet-Van der Brugghen en het kabinet-Rochussen minister van rooms-katholieke Eredienst was. Hij behoorde tot de Amsterdamse elite.
Van Romunde werd minister toen het kabinet al een maand in functie was. Veel geloofsgenoten van hem bedankten voor de eer.
Hij voerde, behalve bij de behandeling van zijn begroting, vrijwel nooit het woord in de Tweede Kamer en heeft geen wetgeving tot stand gebracht.